# August Franz von Haxthausen

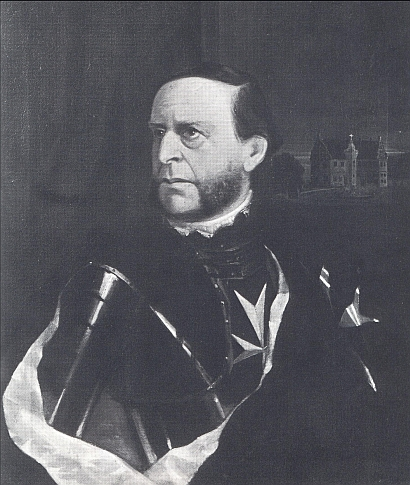
August von Haxthausen im Harnisch mit Malteserkreuz. Gemälde von Hugo Denz 1860.

August Franz Ludwig Maria Freiherr von Haxthausen (* 3. Februar 1792 in Bökendorf, Hochstift Paderborn; † 31. Dezember 1866 in Hannover) war ein deutscher Agrarwissenschaftler, Nationalökonom, Jurist, Landwirt und Schriftsteller sowie Volksliedersammler.

## Herkunft
August Franz entstammte dem Adelsgeschlecht Haxthausen. Er war der letzte von acht Söhnen des Drosten des paderbornischen Amtes Lichtenau, Werner Adolf Freiherr von Haxthausen, Herrn auf Thienhausen, Bökendorf, Abbenburg und Hellersen, und der Freiin Marie Anne von Wendt-Papenhausen. Einer seiner vier Brüder war der preußische Staatsbeamte und Philologe Werner von Haxthausen. Er hatte außerdem neun Schwestern. Eine etwa gleich alte Stief-Nichte war die Dichterin Annette von Droste-Hülshoff.
Auf dem Gut Abbenburg im Hochstift Paderborn geboren und katholisch getauft, studierte Haxthausen zunächst in Halle an der Saale und ab 1811 auf der Bergschule Clausthal das Bergfach, nahm an den Befreiungskriegen teil und setzte anschließend 1815 bis 1818 in Göttingen seine Studien fort. Schwerpunkt seiner Studien war ein umfassendes Werk zur Agrarverfassung, wovon indessen nur der erste Teil: Über die Agrarverfassung in den Fürstenthümern Paderborn und Corvey (Berlin 1829) später erschien. Im Jahr 1818 kehrte er, ohne seine Studien abschließen zu können, wegen der kritischen Vermögenslage der Familiengüter nach Bökendorf zurück und verwaltete sie in der mittlerweile endgültig preußisch gewordenen Heimat, bevor sie als deren Eigentümer 1825 sein älterer Bruder Werner von Haxthausen übernahm. Er blieb unverheiratet. 1843 kaufte er das benachbarte Schloss Thienhausen, wo er als sogenannter „Tyrann von Thienhausen“ lebte. August von Haxthausen starb in der Silvesternacht 1866 bei seiner Schwester Anna von Arnswaldt in Hannover. Er liegt auf dem Friedhof von Bellersen begraben.

## Öffentliches Wirken in Preußen und Russland
Schon in seinem Studium hatte sich Haxthausen mit der Agrargeschichte befasst. 1829 wurde Haxthausen durch den späteren preußischen Innenminister Gustav von Rochow in Berlin eingeführt. Er erwarb die Gunst des damaligen Kronprinzen und späteren Königs Friedrich Wilhelm IV. Infolgedessen 1834 zum Geheimen Regierungsrat ernannt, bereiste er im Auftrag der Regierung neun Jahre lang den preußischen Staat, um die ländliche Verfassung in den verschiedenen Provinzen zu erforschen. Aufgrund seiner konservativ-katholischen Gesinnung verlor er 1838 im Zusammenhang mit dem Kölner Ereignis seine Diäten und kehrte auf das väterliche Gut Abbenburg zurück. Ein letzter Versuch, 1842 eine dauernde Anstellung zu erhalten, endete damit, dass er aus dem preußischen Staatsdienst mit einer Pension von 800 Talern ausschied.
Als Kenner des Agrarwesens wurde Haxthausen vom russischen Zaren Nikolaus I. 1843/44 eingeladen, Russland zu bereisen, um die ländlichen Verhältnisse dort zu untersuchen. Zur Finanzierung dieser Reise zahlte ihm der Staat sein Gehalt für ein Jahr im Voraus aus; den Rest musste er privat aufbringen. Dadurch entstanden zwei Reisewerke, „Studien über Russland“ und „Transkaukasia“.
Die Ergebnisse seiner Untersuchungen veröffentlichte er in verschiedenen Schriften. Das von ihm herausgegebene Werk Vier Abhandlungen über das constitutionelle Princip (Leipzig 1864, 2 Bände) enthält Monographien von Karl Biedermann, Joseph von Held, Rudolf von Gneist, Georg Waitz und Wilhelm Kosegarten. Seine letzte Arbeit: Die ländliche Verfassung Rußlands (Leipzig 1866), bezog sich auf die inzwischen vollendete Bauernemanzipation. Durch seine Berichte, Memoranden und Vorschläge hatte August von Haxthausen der russischen Bauernbefreiung von 1861 vorgearbeitet. Außerdem entstand eine von ihm zusammengetragene, umfangreiche Sammlung von geistlichen und weltlichen Volksliedern.

## Wiedergründung des Malteserordens in Deutschland
August von Haxthausen trug schon in seiner Jugend, wie sein älterer Bruder Werner, demonstrativ die Ordensinsignien des in Deutschland untergegangenen Malteserordens, mit denen beide sich später malen ließen. Es ist möglich, dass Augusts Kontakte zum Malteserorden bzw. zum Heiligen Stuhl schon durch Werner von Haxthausen angebahnt worden sind, der sich z. B. 1831 in Rom aufhielt und auch mit dem Bayerischen König Ludwig I. (Bayern) befreundet war, welcher regelmäßig in Rom weilte, wo er 1827 die „Villa Malta“ erworben hatte. Da August nicht verheiratet war, war er als Professritter in den Orden aufgenommen worden. Er wurde im fortgeschrittenen Alter (ab 1857) die treibende Kraft für die Wiederherstellung des deutschen Zweiges dieses alten Ritterordens, der durch die Säkularisation untergegangen war. Erst dadurch kam er mit anderen in Deutschland lebenden Ordensrittern wie Clemens August von Westphalen zu Fürstenberg und Sympathisanten des Ordens in Kontakt. Als Beauftragter des Heiligen Stuhls führte August von Haxthausen jahrelange, zähe Verhandlungen mit der Regierung von Preußen. August nahm, ermutigt durch die Wiedererrichtung der protestantischen Ballei Brandenburg des Ordens unter der alten Bezeichnung Johanniterorden durch König Friedrich Wilhelm IV., persönlich bei einer Italienreise 1857 Kontakt mit der Ordensleitung in Rom auf. Dadurch autorisiert verfasste er 1858 ein Memorandum, in dem er seine Gedanken über die Wiederbegründung des Ordens in Deutschland niederlegte und das er Gesinnungsgenossen im rheinisch-westfälischen Adel zukommen ließ. Darunter befanden sich u. a. Graf Franz Egon von Hoensbroech, der sich am stärksten engagierte, Ferdinand von Galen und Augusts Verwandte Werner-Constantin von Droste zu Hülshoff und Hermann von und zu Brenken. Seine zähen Bemühungen führten 1859 zur Anerkennung des Malteserordens durch Rom und erst 1900 zur staatlichen Anerkennung als Verein.

## Verwandtschaft zu Annette von Droste-Hülshoff
Haxthausen war ein Stiefonkel der – fünf Jahre jüngeren – Dichterin Annette von Droste-Hülshoff, die in ihrer Jugend längere Zeit bei der Familie ihrer Mutter, geb. Freiin von Haxthausen, der ältesten (Halb-)Schwester von August, weilte. August war 1820/1821 durch seine Freundschaften unter anderem mit Wilhelm Grimm ein Mittelpunkt des Bökendorfer Romantikerkreises. Er wird noch heute gelegentlich „Ritter der Romantik“ genannt, obwohl er sich gegenüber seiner Stiefnichte nicht gerade ritterlich verhielt, indem er mit seinem Freund August von Arnswaldt eine Liebesintrige gegen die Zuneigung der jungen Dichterin zu seinem Protegé Heinrich Straube inszenierte. Im Laufe der Zeit löste sich die Abneigung der Dichterin, die durch Augusts Verwicklung in deren „Jugendkatastrophe“ begründet war, und wich gegenseitigem Respekt. Punktuell kam es auch zum Zusammenwirken. Die von Haxthausen aus den Familienunterlagen dokumentierte „Geschichte eines Algierer-Sklaven“ gab den Anstoß zur Abfassung der Novelle „Die Judenbuche“ durch seine Nichte, die zur Weltliteratur zählt. Für ihn schrieb sie in Meersburg einen Bericht über den in der Schweiz tobenden Sonderbundskrieg, den er veröffentlichte. August von Haxthausen engagierte sich auch bei der Vorbereitung von Veröffentlichungen aus dem Nachlass der Dichterin.

## Persönlichkeit
August von Haxthausens Charakter wird als tatkräftig, rastlos, ja unstet bezeichnet. Annette von Droste-Hülshoff hebt andererseits seine großzügige Hilfsbereitschaft gegenüber Freunden hervor. Für Lyrik im Allgemeinen hatte er keinen Sinn, obwohl seine Familiengedichte in Hexameterreimen nach dem Vorbild von Johann Heinrich Voß überliefert sind. Seine Einstellung war standespolitisch hoch konservativ. Die willensstarke und originelle Persönlichkeit August von Haxthausens inspirierte Literaten. Lulu von Strauss und Torney beschrieb Haxthausen in ihrem Roman „Vom Biedermeier zur Bismarckzeit“ als „Tyrann von Thienhausen“. Levin Schücking zeichnet sein Bild als „Baron Bellersheim“ in seinem Roman „Herberge der Gerechtigkeit“.

## Werke
- Über die Agrarverfassung in den Fürstenthümern Paderborn und Corvey und deren Conflicte in der gegenwärtigen Zeit nebst Vorschlägen, die den Grund und Boden belastenden Rechte und Verbindlichkeiten daselbst aufzulösen. Reprint der Ausgabe Reimer, Berlin 1829. Bökerhof-Ges., Bökendorf 1992. (Digitalisat)
- Die ländliche Verfassung in den einzelnen Provinzen der preußischen Monarchie.
  - Band 1: Die ländliche Verfassung in den Provinzen Ost- und West-Preussen. Bornträger, Königsberg 1839 (Digitalisat)
  - Band 2: Die ländliche Verfassung in der Provinz Pommern im amtl. Auftr. von Alexander Padberg. Stettin 1861.
- Ueber den Ursprung und die Grundlagen der Verfassung in den ehemals slawischen Ländern Deutschlands im Allgemeinen und des Herzogthums Pommern im Besondern: eine Einladungsschrift zur Erörterung und litterarischen Besprechung. Krause, Berlin 1842 (Digitalisat).
- Die Kriegsmacht Rußlands in ihrer historischen, statistischen, ethnographischen und politischen Beziehung. Behr, Berlin 1852.
  - Les forces militaires de la Russie sous les rapports historiques, statistiques, ethnographiques et politiques. Berlin 1853.
  - The Russian Empire. (New impr.) Cass, London 1968.
- Studien über die innern Zustände, das Volksleben und insbesondere die ländlichen Einrichtungen Russlands. Hahn, Hannover 1847–1852. Mikrofiche-Ausg.: Georg Olms Verlag,  Hildesheim [u. a.] 1994–1998, ISBN 3-487-29018-9.
  - Études sur la situation intérieure, la vie nationale et les institutions rurales de la Russie. Hahn, Hanovre 1847–53.
  - Studies on the Interior of Russia. Transl. Eleanore L.M. Schmidt; ed. and intro. S. Frederick Starr. University of Chicago Press, Chicago 1972: ISBN 0-226-32022-7.
- Transkaukasia: Reiseerinnerungen u. ges. Notizen. 2 Teile in 1 Bd. Nachdr. d. Ausg. Brockhaus, Leipzig 1856. Olms, Hildesheim 1985.
- Wird Rußlands Kirche das Papstthum anerkennen?: nach La Russie sera-t-elle catholique … ; nebst einem Auszug des Cardinal Baronius über den Ursprung der Russinen von Jean Gagarin. Mit einem Vorw. von August Freiherrn von Haxthausen. Theissing, Münster 1857.
- Ein Briefwechsel im Hintergrund der russischen Bauernbefreiung 1861. Schöningh, Paderborn 1975.
- Das constitutionelle Prinzip, seine geschichtliche Entwicklung und seine Wechselwirkungen mit den politischen und sozialen Verhältnissen der Staaten und Völker. Brockhaus, Leipzig 1864.
- Die ländliche Verfassung Rußlands. Leipzig 1866 (Digitalisat), Reprint Hamburg 1993.
- La question religieuse en Pologne: mémoire rédige en 1856 par feu le Baron Auguste de Haxthausen. Précédé d'une introduction et accompagné de notes par le Jean Gagarin, de la Compagnie de Jésus. Behr, Berlin 1877.
- Geschichte eines Algierer-Sklaven: Urfassung der „Judenbuche“ / von August von Haxthausen. Übers. ins Hochdt. durch Gerta Thier. Brakel/Westf.: G. Thier, 2000. Vgl. auch Anhang in: Annette von Droste-Hülshoff: Die Judenbuche. Frankfurt am Main/Leipzig 2005, ISBN 3-458-34796-8, S. 77 ff.